# Miquel Ventura i Balanyà
Miquel Ventura i Balanyà, né à Reus le 7 janvier 1878 et mort à Madrid le 2 septembre 1930, également connu sous le pseudonyme d'Euphemia Llorente, est un écrivain, professeur et philologue occitaniste catalan.

## Vie
Professeur de français à l'école normale supérieure de Madrid en 1900, il part en 1904 étudier le languedocien à Montpellier.
En 1907, il enseigne les langues romanes à l'université d'Ithaca, aux États-Unis. Il rentre ensuite à Madrid où il enseigne l’anglais.
Il est connu pour avoir proposé une orthographe unifiée de l'occitan et du catalan, basée sur la littérature des troubadours et les racines étymologiques communes. Il publie, sous le nom de sa femme Eufèmia Llorente de Domingo, deux éditions du livret Studi etymològic dels noms Cathalunya e cathalà.

## Œuvres
- Elements grammaticals de llengua francesa (1898)
- Cent cançons (1898)
- Contes populars gascons (1905), traduction
- Manfret (1905), traduction d'un poème dramatique de Lord Byron
- ¡Fala armoñosa, non morrerás! (1916), en galicien
- Orthóepie française et livre de lecture (1916)
- English Orthoepy and Reading Book (1916)
- Remembrances (de vint anys arrera) (1920), cinq chapitres de ses mémoires incomplets publiés dans la Revista del Centre de Lectura
- Pom de ponceyles (1924)
- Toia marcida (1928)
- Pengirics mediterranis. Salou (présenté aux Jeux floraux de Barcelone de 1930)[2]
- Del meu Dietari. Terra endins ampla és Castella (présenté aux Jeux floraux de Barcelone de 1930)[2]
- El Crist de la Purissima Sang. Divendres Sant (présenté aux Jeux floraux de Barcelone de 1930)[2]
- Study etymológic dels noms Cathalunya e cathalá (1930)

## Proposition d'orthographe unifiée
Avec Vers l'unifiació dels parlars d'Oc, Miquel Ventura propose les bases d'une orthographe unifiée. Il fait preuve d'un plus grand conservatisme dans le traitement des digraphes latins "th", "ph", "sc-", entre autres simplifiés dans la norme de Fabra. Les traits les plus importants de ces normes sont :
- Utilisation des formes baléares pour les formes de première personne du présent de l'indicatif : pens, menj, etc.
- Utilisation du pluriel féminin "-as" au lieu de "-es".
- Utilisation des formes pleines des pronoms faibles : me, te, se, nos, vos.
- Utilisation de la conjonction copulative "e" et non "i".
- Utilisation des formes médiévales pour la deuxième personne du pluriel : -atz-, -etz-, -itz-, -otz- , au lieu de -au-, -eu-, -iu-, -ou-: "menjatz", "voletz" "venitz" o "sotz".
- Écrire "l" et non "ll" à l'initiale (le catalan palatalise [l] initial latin) et "lh" ou "yl" pour les autres cas de palatale latérale [ʎ]
- Morphème -e- pour le subjonctif.
- Utilisation de -z- dans les cas d'un -s- occitan ammuï en catalan : "veí" > "vezí" (occitan vesin), "raó" > "razó" (occitan rason)
- Les "n" finaux ammuï dans la plus grande partie du domaine occitano-roman, sont marqués par un accent ou un autre signe orthographique : "natió", "pà", "ví"...
- Les provençaux devront changer -u par -l : "sau" > "sal", "casteu" > "castel", "autre" > "altre"...
- Utilisation -it- pour traduire le -ct- latin : "fruita", "fait" (fet), "luita" (lluita), "leit" (llet)...
- Simplification des diphtongues occitanes : "primier" > "primer", "Dieu" > "Deu", "vielh" > "velh", "huec" > "foc", "uelh" > "ulh"
- Restitution des -f- initiaux en gascon : "huec" > "foc", "luec" > "loc" (lloc), "hemna" > "femna" (dona).
- Els -ue- /-e- lenguadocians hauran d'escriure's -u-: "uelh"/"elh"/"el" > "ulh", "luenh"/"lenh" > "luny"
- -iss- ou -ish- sont notés -ix- : "creisser" > "creixer", "peis" > "peix"...